# San Pasquale (Santa Teresa Gallura, Tempio Pausania)
San Pasquale (Santu Pascàli in gallurese) è una frazione facente parte dei comuni di Tempio Pausania (distanza km 40,00) e Santa Teresa Gallura (distanza km 16,00).

## Geografia

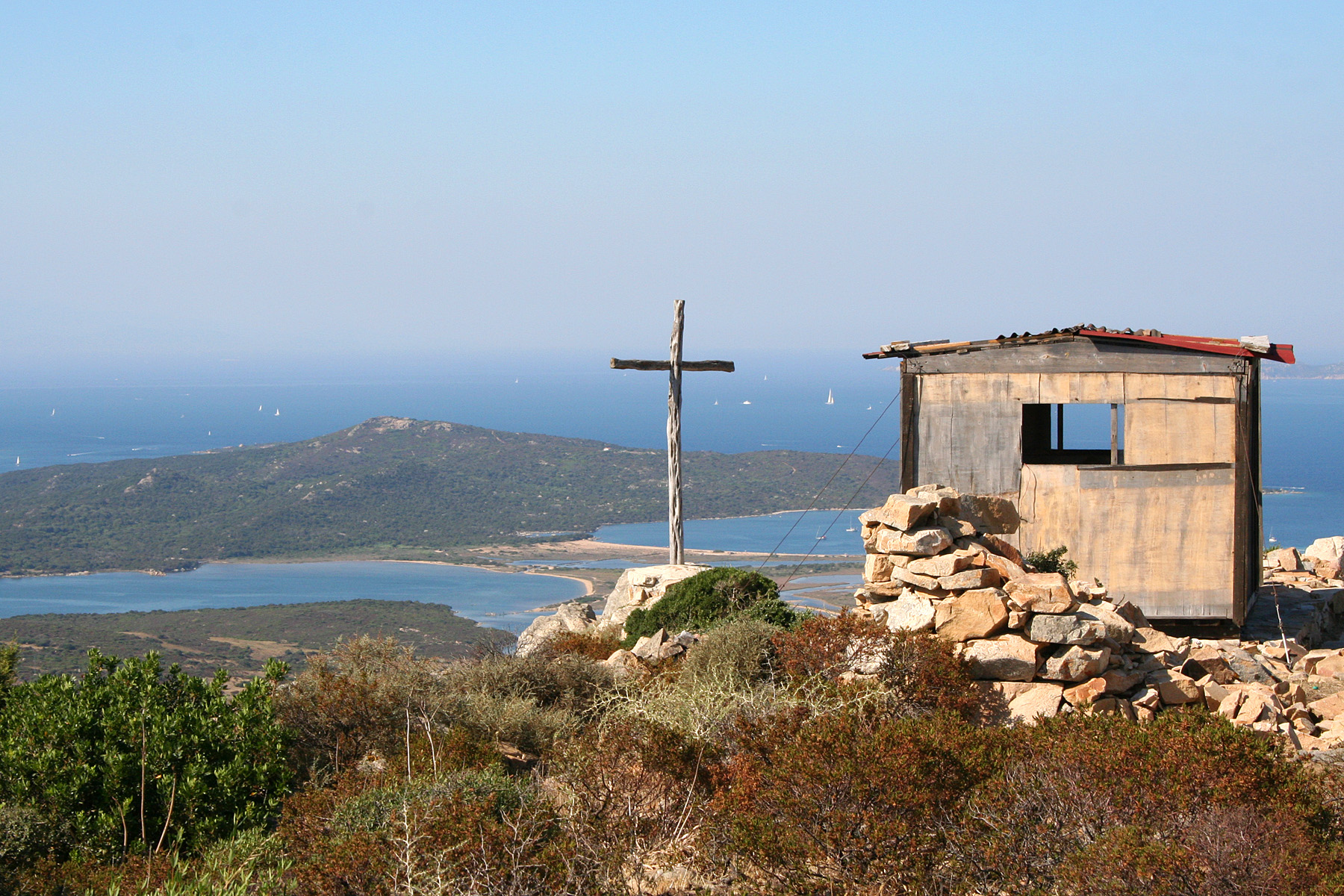
La costa vista dal territorio della frazione

San Pasquale si trova in posizione elevata sulla cima di un'alta collina dalla quale si vede l'arcipelago di La Maddalena. L'abitato si trova a un'altitudine di 150 metri ed è circondato da territorio agricolo. Da San Pasquale Tempio Pausania dista circa 40 Km, Palau 10 km e Santa Teresa di Gallura 15 km. A circa 5 km di distanza si trovano le distese sabbiose delle spiagge di Porto Liscia, di La Sciumara sino alla foce del fiume Liscia.

## Storia
L'origine del nome è legata a San Pasquale Baylon, santo al quale è dedicata la sua chiesa parrocchiale. L'insediamento urbano è presente sul territorio almeno dalla seconda metà del XIX secolo, e già in quel periodo il suo territorio apparteva a due comuni diversi.

## Monumenti e luoghi d'interesse
- Chiesa di San Pasquale Baylon, chiesa parrocchiale, risale agli anni sessanta del XX secolo ed è stata edificata in granito a vista.[3]
- Chiesa di San Giuseppe.[4][5] Risale agli anni trenta del XX secolo.

## Geografia antropica
A livello amministrativo è diviso a metà tra il comune di Santa Teresa di Gallura e di Tempio Pausania costituendo così un'isola amministrativa con una superficie totale di 43,12 km²

## Infrastrutture e trasporti
Le principali vie di collegamento sono la SS 133 (Palau-Tempio Pausania), la SS 133 bis (Palau-Santa Teresa), SS 125 (Palau-Olbia) e alcune strade interne comunali.